# Ffred Ffransis
Ffred Ffransis   (Bae Colwyn, 14 de juny de 1948) nascut Frederick Sefton Francis, és un membre destacat de Cymdeithas yr Iaith Gymraeg (La Societat de la llengua gal·lesa).

## Biografia
Va néixer a Colwyn Bay, però va viure a Rhyl durant la major part de la seva infància. Fill de pares angloparlants, Marjorie Francis i Frederick Francis, va començar a estudiar gal·lès bàsic a l'escola secundària i treia un nivell alt durant la seva estada a la Universitat de Gal·les, Aberystwyth .
Es va implicar en l'escena de la llengua gal·lesa i es va convertir en activista de la llengua gal·lesa. Ha complert moltes condemnes de presó per haver pres partit en accions directes no-violentes en nom de Cymdeithas yr Iaith Gymraeg.
Està casat amb Meinir Ffransis, la filla de Gwynfor Evans, el primer membre del Parlament de Plaid Cymru, i té set fills: Lleucu Meinir, Carys Llywelyn, Angharad Clwyd, Hedd Gwynfor, Gwenno Teifi, Siriol Teifi i Ioan Teifi.
És un conegut seguidor del club de futbol Rhyl FC.